# 竹野神社
竹野神社（たかのじんじゃ）は、京都府京丹後市丹後町宮にある神社。式内社（式内大社）で、旧社格は府社。
通称、斎宮(いつきのみや)と呼ばれている。桜井氏の子孫が代々宮司を勤め、現在の宮司は第59代目。禰宜の桜井祐策は2016年（平成28年）より京丹後市議会議員も務める。(現在2期目)

## 社名
社名の由来には諸説あり、「たけの」がなまって「たかの」になったとする説や、竹野媛（たかぬひめ）から「たかの」とする説などがある。 

## 歴史
創立年月は不明だが、『延喜式神名帳』によると竹野郡「竹野神社大」と記され、竹野郡中唯一の大社の格を誇っている。室町時代には武将の保護厚く、江戸時代も宮津藩・出石藩主並びに久美浜代官所から崇信を受けていたとされる。本社、末社などは享禄3年(1530年)10月に火災で焼失したが、文政13年（1830年）3月に社殿を再建したとされる

## 特徴
竹野神社は三方を塀に囲まれており、塀には全て白い二本線が入っている。天皇家にゆかりがないと白い線を入れることは出来ないとされており、天皇家にゆかりのある格式の高い神社は京丹後市の神社では竹野神社のみと言われている。

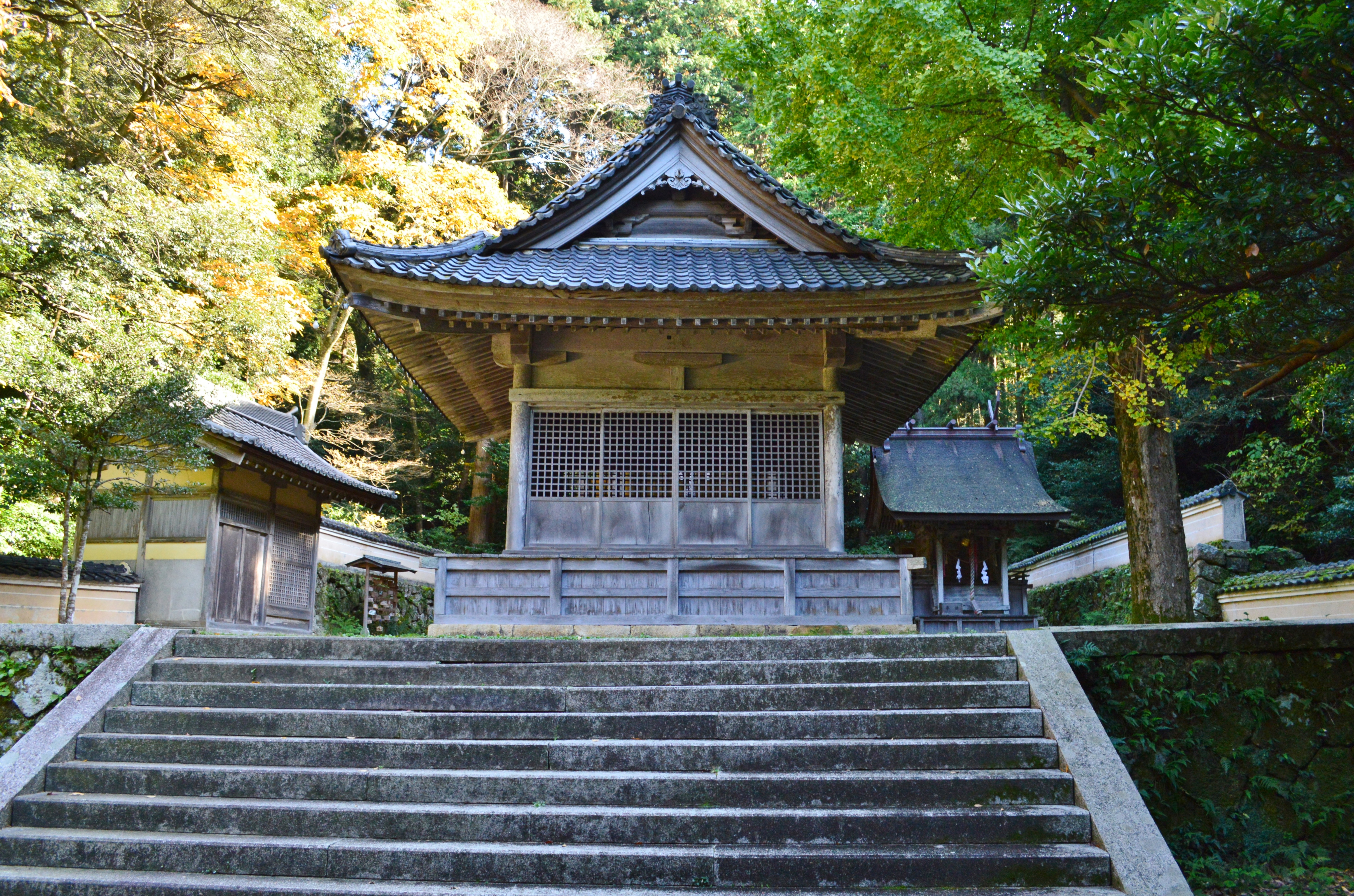
拝殿
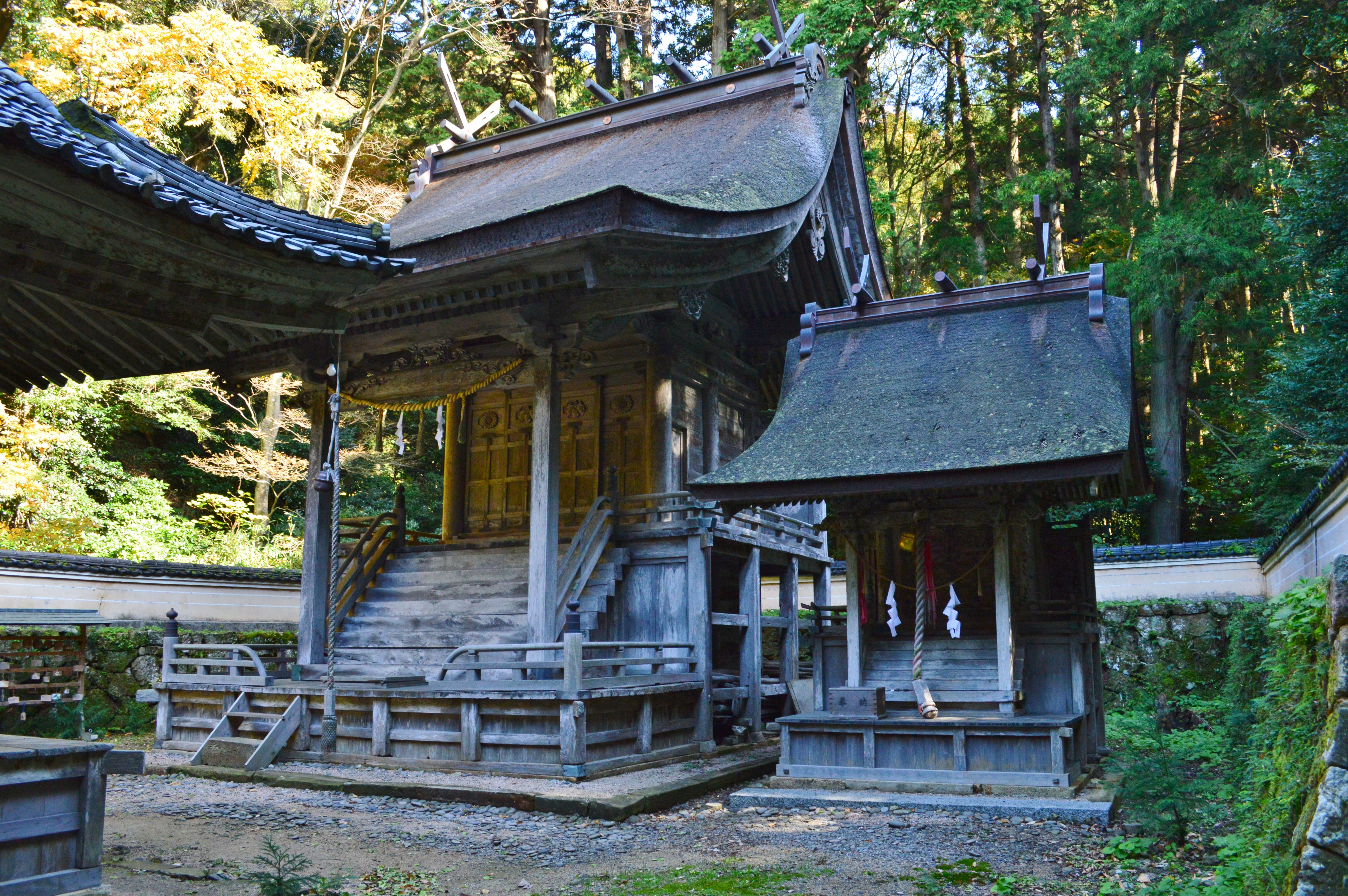
本殿
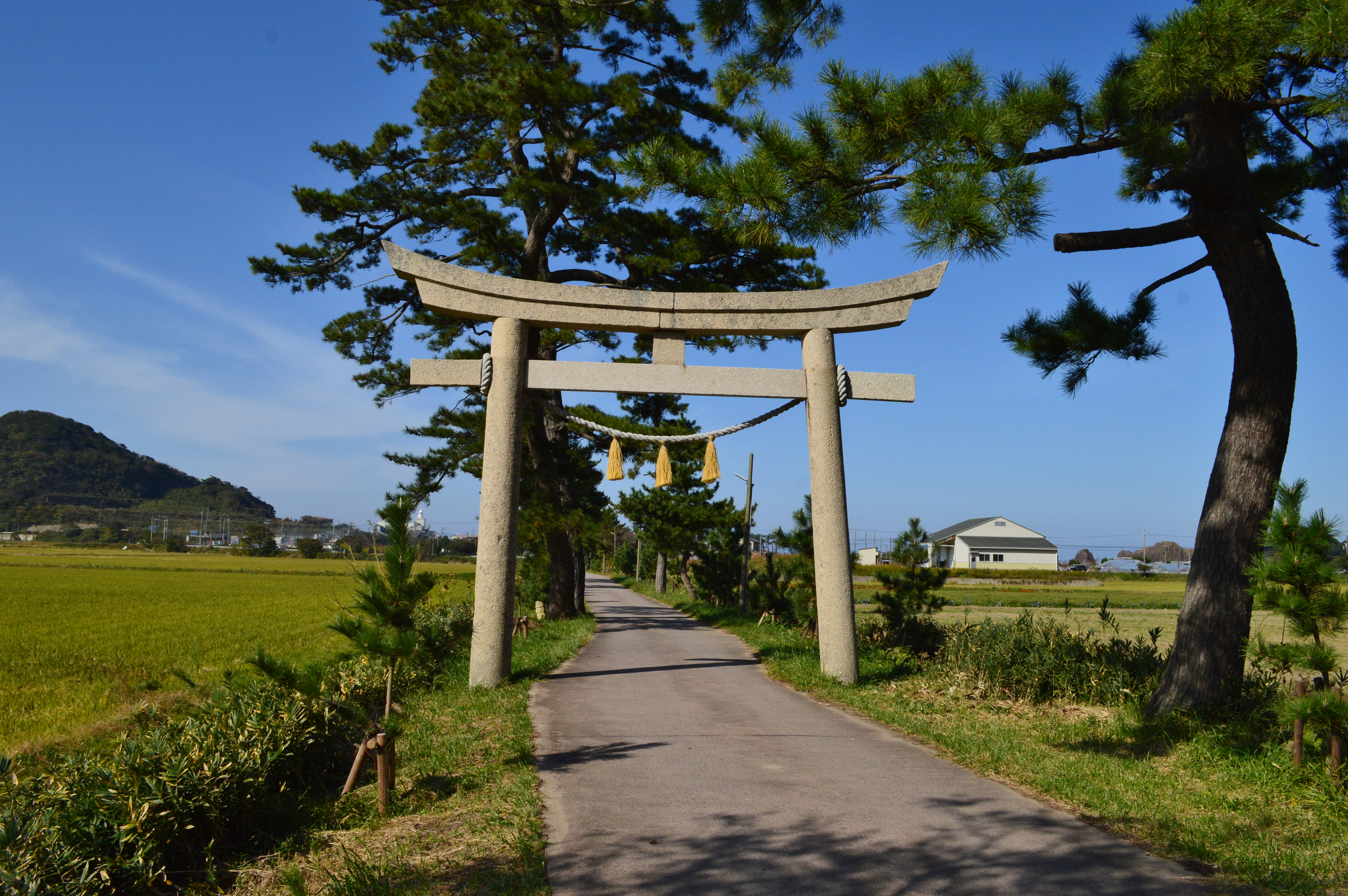
一の鳥居
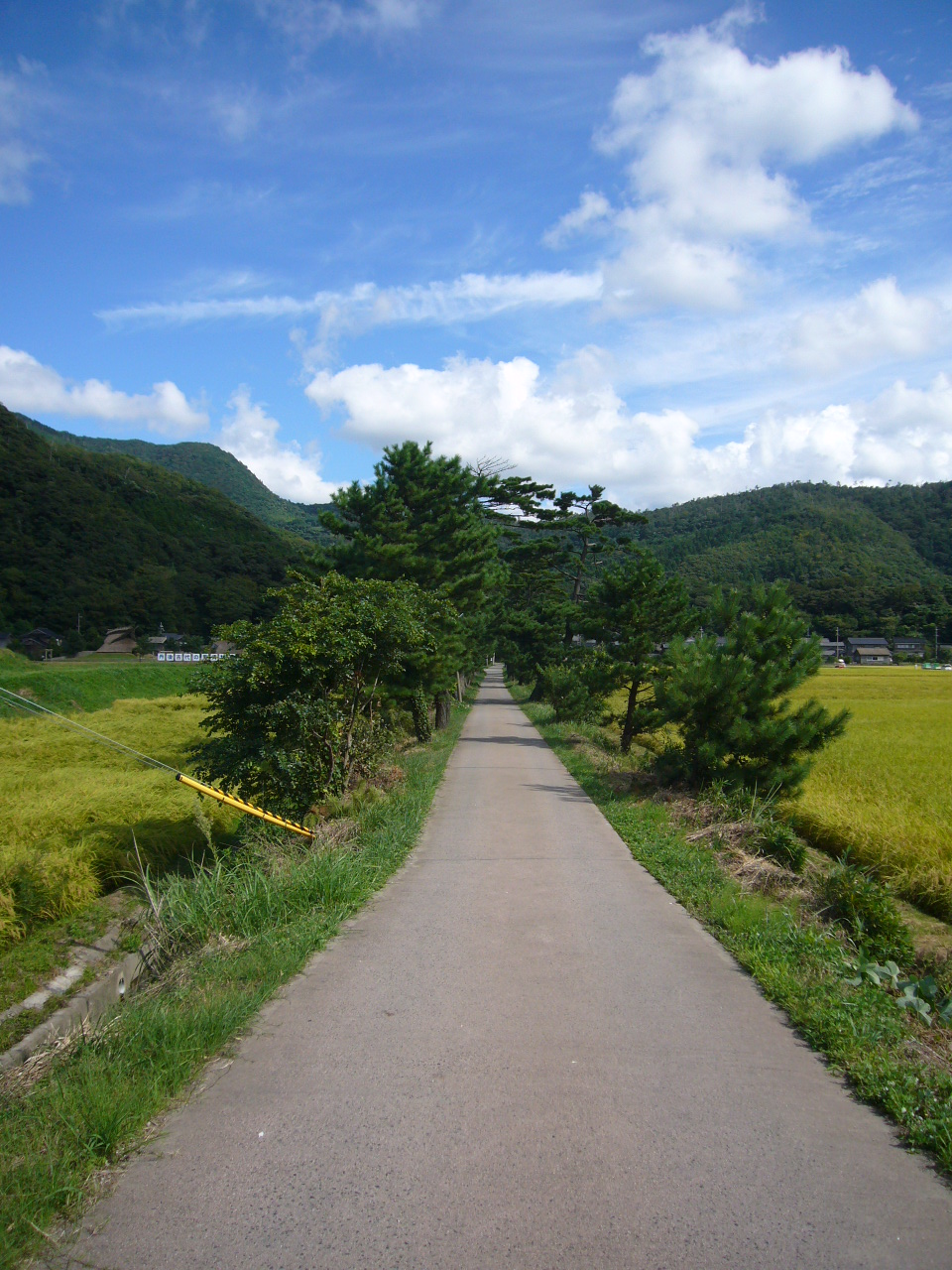
参道

## 文化財

### 京都府登録文化財
- 有形文化財
  - 竹野神社 3棟（建造物） - 1985年（昭和60年）5月15日登録。
    - 本殿 - 文政13年（1830年）造営。
    - 末社斎宮神社本殿 - 文政13年（1830年）造営。
    - 中門 - 文政年間頃の造営。

  - 竹野神社紙本著色斎明神縁起（絵画） - 江戸時代、17世紀頃の作。京都国立博物館寄託。1991年（平成3年）4月19日登録。
  - 竹野神社紙本著色等楽寺縁起（絵画） - 桃山時代、16世紀頃の作。京都国立博物館寄託。1991年（平成3年）4月19日登録。
- 無形民俗文化財
  - 竹野のテンキテンキ - 1992年（平成4年）4月14日登録。

### 京丹後市指定文化財
- 有形文化財
  - 竹野神社紙本著色斎明神縁起（絵画） - 京都府登録文化財に同じ。1986年（昭和61年）5月19日指定。
  - 竹野神社紙本著色等楽寺縁起（絵画） - 京都府登録文化財に同じ。1986年（昭和61年）5月19日指定。